# Presbytis
Presbytis là một chi động vật có vú trong họ Cercopithecidae, bộ Linh trưởng. Chi này được Eschscholtz miêu tả năm 1821. Loài điển hình của chi này là Presbytis mitrata Eschscholtz, 1821 (= Simia melalophos Raffles, 1821).

## Hình ảnh

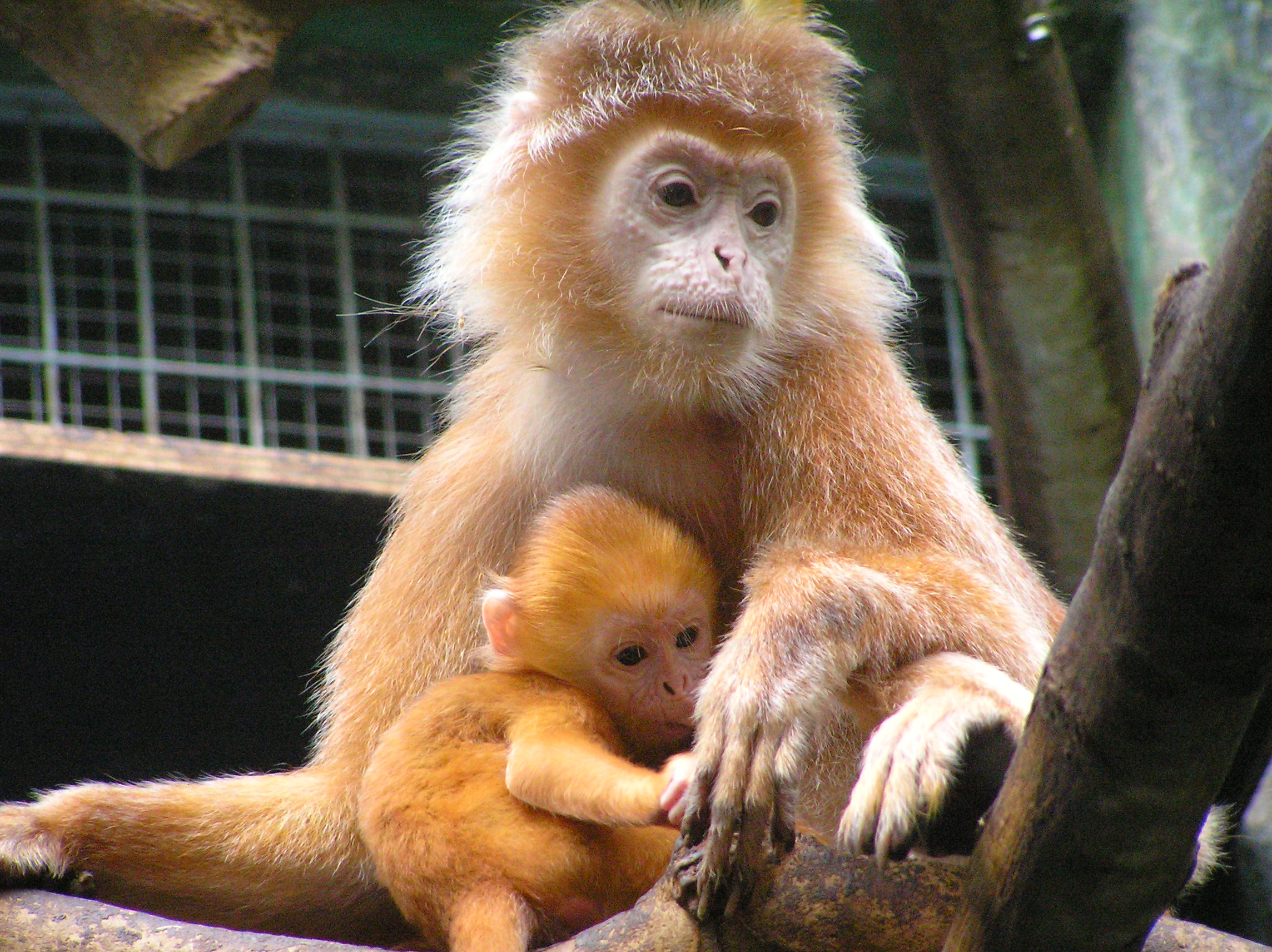

## Các loài
Chi này gồm các loài:
- Presbytis chrysomelas
- Presbytis comata
- Presbytis femoralis
- Presbytis frontata
- Presbytis hosei
- Presbytis melalophos
- Presbytis natunae
- Presbytis potenziani
- Presbytis rubicunda
- Presbytis siamensis
- Presbytis thomasi